# O Rappa
O Rappa foi uma banda de rock e reggae brasileira, formada em 1993 no Rio de Janeiro. Notável por suas letras de forte cunho social, a banda teve sucesso durante grande parte de seu período de 25 anos em atividade.
Formada por músicos que acompanhavam o cantor Papa Winnie em turnê pelo Brasil (além do cantor Marcelo Falcão), a banda não obteve muito sucesso com seu álbum de estreia, mas alcançou fama nacional com seu segundo disco, Rappa Mundi, lançado em 1996.
Em 2001, o baterista Marcelo Yuka foi baleado em um assalto e ficou paraplégico. Com isso, o tecladista Marcelo Lobato assumiu a bateria e a banda se manteve em atividade, com o lançamento do álbum O Silêncio Q Precede O Esporro (2003) e permanecendo como uma das bandas mais aclamadas do rock brasileiro.
O Rappa já vendeu mais de 5 milhões de cópias de seus álbuns em exportações internacionais. É dito até os dias atuais que a banda seguiu no seu auge uma linha ideológica criada por Marcelo Yuka e não por Marcelo Falcão.

## História

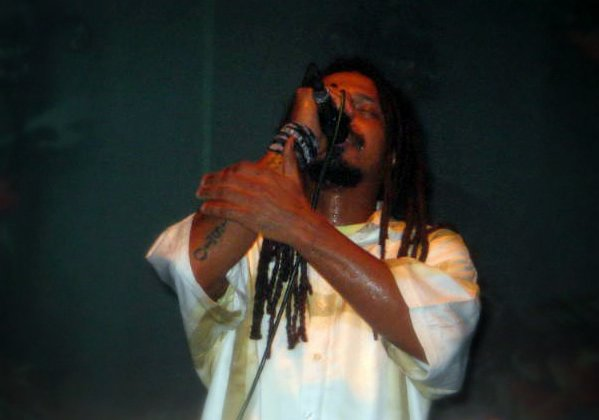
Vocalista Marcelo Falcão

Em 1993, foi montada uma banda às pressas para acompanhar o cantor Papa Winnie em suas apresentações no Brasil. Formada por Nelson Meirelles, na época produtor do Cidade Negra e de vários programas de rádios alternativas do Rio de Janeiro; Marcelo Lobato, que havia participado da banda África Gumbe; Alexandre Menezes, o Xandão, que já havia tocado com grupos africanos na noite de Paris e Marcelo Yuka, que tocava no grupo KMD-5. Após essa série de apresentações como banda de apoio do cantor, os quatro resolveram continuar juntos e colocaram anúncio no jornal O Globo para encontrar um vocalista. Dentre extensa lista de candidatos, Marcelo Falcão foi o escolhido.
Mesmo já tendo uma apresentação agendada no Circo Voador, o grupo não tinha nome. Cogitaram "Cão Careca" e "Batmacumba", e após ver no jornal a expressão "rapa", que designa o ato em que policiais interceptam camelôs, se empolgaram com o termo. Segundo Falcão, "era perfeito. Gíria de rua, coisa da rua: o que nós somos. Colocamos o artigo 'O' e mais um p, para ficar mais forte". Finalmente, com Falcão na voz, Marcelo Yuka na bateria, Xandão na guitarra, Nelson Meireles no contrabaixo e Marcelo Lobato no teclado, estava formado O Rappa. 
Em 1994, lançaram seu primeiro disco, que levou o nome da banda. O Rappa não obteve muito sucesso e foi o único disco com a presença de Meirelles, que abandonou a banda por motivos pessoais. Com a saída de Nelson Meireles, Lauro Farias, que tocava com Yuka no KMD-5, assumiu o contrabaixo. 
Em 1996, foi lançado Rappa Mundi, que praticamente introduziu a banda no cenário nacional e quase todas as canções foram sucesso. Entre elas, "Pescador de Ilusões", "A Feira", "Eu Quero Ver Gol", "Miséria S.A.", "Ilê Ayê", "O Homem Bomba", a regravação de "Vapor Barato" que ficou conhecida na voz de Gal Costa e a versão em português para o sucesso de Jimi Hendrix, "Hey Joe". 
Em 1999, é lançado Lado B Lado A, bastante elogiado pelas letras de Yuka em canções como "Minha Alma (a paz que eu não quero)", "O Que Sobrou do Céu", "Me Deixa" e "Lado B Lado A". Os videoclipe das duas primeiras canções foram premiadíssimos no Video Music Brasil, tornando-se sucesso nacional.
Em 2000, O Rappa causou "comoção pública e muita indignação" entre diversas bandas no Rock in Rio III, que ocorreria no ano seguinte, protestando contra a organização em especial com o horário de show, antes do Deftones. Foram retaliados com exclusão, e cinco bandas brasileiras saíram do festival em protesto (Charlie Brown Jr., Cidade Negra, Jota Quest, Raimundos e Skank).

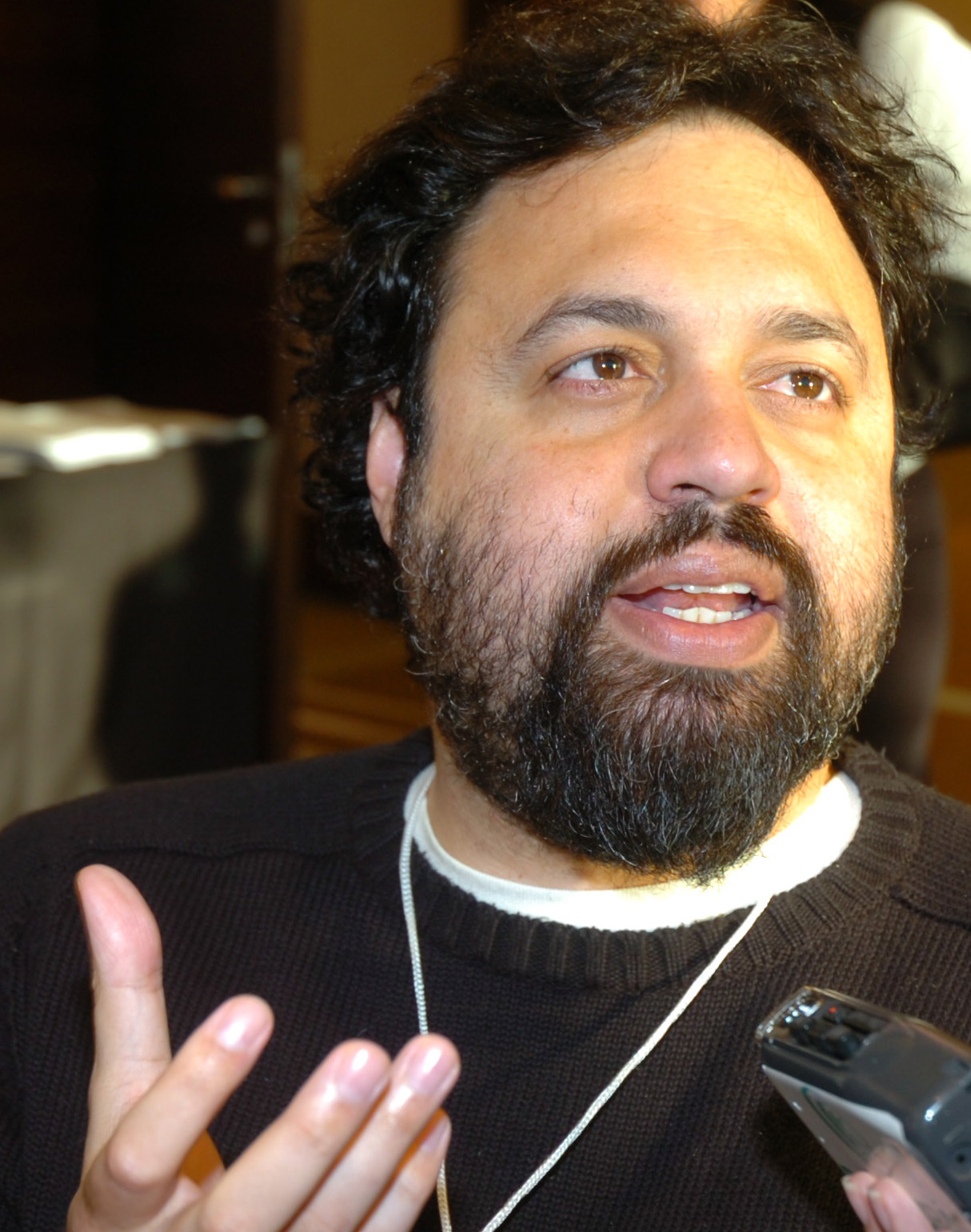
Marcelo Yuka

Em novembro de 2000, o baterista Marcelo Yuka foi vítima direta da violência urbana, ao ser baleado durante tentativa de assalto, ficando paraplégico e assim impossibilitado de tocar bateria. Lobato assumiu o instrumento (deixando para seu irmão Marcos Lobato, contribuinte do O Rappa, os teclados, este não entrou oficialmente para a banda) e O Rappa voltou a tocar. Mesmo debilitado, o baterista voltou ao grupo e no mesmo ano lançaram o disco Instinto Coletivo, com um show gravado em 2000, ainda com Yuka na bateria e três inéditas de sua autoria. Yuka desligou-se da banda deixando inimizade com os outros companheiros, alegando ter sido expulso por não concordar com o novo rumo que a banda vinha seguindo. Yuka fundou outro grupo, F.ur.t.o (Frente Urbana de Trabalhos Organizados), que faz parte de um projeto social homônimo, que, segundo Yuka, era algo maior do que O Rappa o possibilitava. A dedicação de Yuka ao projeto F.ur.t.o. pode ser vista mesmo durante sua estadia no Rappa: ele aparece com uma camiseta preta com o nome F.ur.t.o. em branco durante o videoclipe "Minha Alma (A paz que eu não quero)", vídeo clipe que deu toda a projeção ao O Rappa como movimento social e não somente uma banda de rock.
A banda decidiu seguir sem Yuka, com Lobato se tornando o baterista titular, e seu irmão Marcos se tornou músico de apoio nos teclados. Após cogitarem o poeta Waly Salomão como letrista, a morte deste fez Marcos Lobato assumir as letras. O primeiro disco reformulado foi O Silêncio Q Precede O Esporro , lançado em 2003, com diversas canções de sucesso como "Reza Vela", "Rodo Cotidiano" e "O Salto".
Em 2004, é lançado o primeiro DVD do grupo, também chamado O Silêncio Q Precede O Esporro, divido em três partes: um pocket-show no estúdio Toca do Bandido, um documentário sobre as gravações do álbum e um show no Olimpo, Rio de Janeiro, além de três faixas bônus gravadas em um show feito pela banda no Complexo do Alemão.
Em 2005, atendendo a convite por parte da MTV Brasil, a banda gravou o especial Acústico MTV: O Rappa, com a participação de Maria Rita (que havia gravado "A Minha Alma" em um de seus discos) em "O que sobrou do céu" e "Rodo Cotidiano", e Siba, do Mestre Ambrósio, na rabeca em algumas canções.
No dia 7 de julho de 2007, O Rappa realizou um concerto na etapa brasileira do festival Live Earth no Rio de Janeiro.
Em 2008, é lançado o álbum 7 Vezes. A faixa escolhida para primeiro single, "Monstro Invisível", chegou as rádios no dia 8 de julho e fez muito sucesso, sendo bastante executada. Destaque também para o segundo single, "Meu Mundo é o Barro" e o terceiro single "Hóstia". Em 2008, Marcelo Lobato voltou a assumir os teclados, Cleber Sena, que já tocava com a banda na percussão, assume a bateria até sua saída em 2013. Após a saída deste, Felipe Boquinha assumiu as baquetas.
No dia 22 de agosto de 2009, a banda gravou o terceiro DVD da carreira na maior favela do país, a Rocinha, intitulado apenas de Ao Vivo.
Seguiram-se dois anos de pausa, entre 2009 e 2011, explicados pelos músicos como necessidade de descansar após 15 anos na estrada. O Rappa voltou a tocar junto com shows na Marina da Glória em 22 de outubro de 2011. Xandão declararia que ele sugeriu o hiato, após um confronto com Falcão que começou quando o cantor fez críticas a Lobato após um show. Durante a pausa, Falcão reviveu o projeto Loucomotivos, com uma turnê gerida pelo empresário Ricardo Chantilly, que decidiu trazer para O Rappa e, sob Chantilly, a banda aumentou seu número de shows e subsequentemente o faturamento.
Em 2013, é lançado o álbum Nunca Tem Fim..., com músicas como "Anjos (Pra Quem Tem Fé)", “Fronteira (D.U.C.A.)” e "Auto-Reverse", com o qual 3 meses após lançamento, certificado de Disco de Ouro é atribuído ao novo álbum.
No dia 3 de maio de 2017, o grupo anuncia no Facebook que após o termino da turnê, em 2018, fará uma pausa 'sem previsão de volta'. A relação entre os músicos já estava se desgastando após décadas juntos, e Falcão também se voltou contra Chantilly em 2016, quando o grupo foi fechar uma turnê europeia em Portugal, a companhia aérea perdeu uma mala do cantor, e o empresário estava ausente porque tinha ido se casar na Itália.
Em novembro de 2017, lançam o quinto e último DVD da carreira, Marco Zero, gravado durante a apresentação da banda no Carnaval do Recife em 2016 na Praça Rio Branco, ponto turístico do centro histórico do Recife.
Durante os últimos shows, os músicos nem se falavam fora do palco. As últimas apresentações do grupo foram na Jeunesse Arena, no Rio, em 13 e 14 de abril, reunindo 22 mil espectadores.

## Integrantes
| Última formação - Marcelo Falcão – voz principal, violão, guitarra rítmica (1993–2018) - Xandão Menezes – guitarra, vocal de apoio (1993–2018) - Marcelo Lobato – teclados, vocal de apoio (1993–2018); bateria (2001–2008) - Lauro Farias – baixo, vocal de apoio (1996–2018) Ex-membros - Marcelo Yuka – bateria (1993–2001) - Nelson Meirelles – baixo (1993–1996) | Músicos de apoio - DJ Negralha – turntables (1998–2018) e vocal de apoio (2001–2018) - Marcos Lobato – teclados (2001–2018) - Cleber Sena – percussão (2003–2008) e bateria (2005, 2008–2013) - Felipe Boquinha – bateria (2013–2018) |

## Discografia

#### Álbuns de estúdio
- (1994) O Rappa
- (1996) Rappa Mundi
- (1999) Lado B Lado A
- (2003) O Silêncio Q Precede O Esporro
- (2008) 7 Vezes
- (2013) Nunca Tem Fim...

#### Álbuns ao vivo
- (2001) Instinto Coletivo
- (2005) Acústico MTV: O Rappa
- (2010) Ao Vivo na Rocinha
- (2016) Acústico Oficina Francisco Brennand
- (2017) Marco Zero

#### Álbuns de vídeo
- (2004) O Silêncio Q Precede O Esporro (Toca do Bandido + Documentário + Show no Olimpo)
- (2005) Acústico MTV: O Rappa
- (2010) Ao Vivo na Rocinha
- (2016) Acústico Oficina Francisco Brennand
- (2017) Marco Zero

## Singles
Singles da banda lançados nas rádios brasileiras.  
| Ano  | Single                                       | Posição         | Posição                                                     | Posição                                            | Posição | Certificações  | Álbum                          |
| Ano  | Single                                       | BRA Hot 100 [I] | BRA Billboard ("Anjos (Pra Quem Tem Fé)" e "Auto-Reverse"): | Brasil Pop & Popular ("Anjos (Pra Quem Tem Fé)" ): | HSPN    | Certificações  | Álbum                          |
| ---- | -------------------------------------------- | --------------- | ----------------------------------------------------------- | -------------------------------------------------- | ------- | -------------- | ------------------------------ |
| 1996 | "Pescador de Ilusões"                        | —               | —                                                           | —                                                  | —       |                | Rappa Mundi                    |
| 1996 | "A Feira"                                    | —               | —                                                           | —                                                  | —       |                | Rappa Mundi                    |
| 1997 | "Miséria S.A"                                | —               | —                                                           | —                                                  | —       |                | Rappa Mundi                    |
| 1999 | "Me Deixa"                                   | 50              | —                                                           | —                                                  | —       | - BRA: Platina | Lado B Lado A                  |
| 1999 | "Minha Alma"                                 | 15              | —                                                           | —                                                  | —       | - BRA: Ouro    | Lado B Lado A                  |
| 2000 | "O Que Sobrou do Céu"                        | 55              | —                                                           | —                                                  | —       |                | Lado B Lado A                  |
| 2000 | "Lado B Lado A"                              | 45              | —                                                           | —                                                  | —       |                | Lado B Lado A                  |
| 2001 | "Instinto Coletivo"                          | 90              | —                                                           | —                                                  | —       |                | Instinto Coletivo              |
| 2001 | "Ninguém Regula a América" (part. Sepultura) | 49              | —                                                           | —                                                  | —       |                | Instinto Coletivo              |
| 2003 | "Reza Vela"                                  | 25              | —                                                           | —                                                  | —       |                | O Silêncio Q Precede o Esporro |
| 2004 | "Rodo Cotidiano"                             | 42              | —                                                           | —                                                  | —       | - BRA: Platina | O Silêncio Q Precede o Esporro |
| 2004 | "O Salto"                                    | 16              | —                                                           | —                                                  | —       |                | O Silêncio Q Precede o Esporro |
| 2005 | "Mar de Gente"                               | 29              | —                                                           | —                                                  | —       |                | O Silêncio Q Precede o Esporro |
| 2005 | "Na Frente do Reto"                          | 3               | —                                                           | —                                                  | 40      | - BRA: Platina | Acústico MTV                   |
| 2005 | "Pescador de Ilusões" (acústico)             | 8               | —                                                           | —                                                  | —       |                | Acústico MTV                   |
| 2006 | "Não Perca as Crianças de Vista" (acústico)  | 35              | —                                                           | —                                                  | —       |                | Acústico MTV                   |
| 2006 | "Eu Quero Ver Gol" (acústico)                | 57              | —                                                           | —                                                  | —       |                | Acústico MTV                   |
| 2008 | "Monstro Invisível"                          | 5               | —                                                           | —                                                  | —       |                | 7 Vezes                        |
| 2008 | "Meu Mundo é o Barro"                        | 16              | —                                                           | —                                                  | —       |                | 7 Vezes                        |
| 2009 | "Súplica Cearense"                           | 14              | —                                                           | —                                                  | —       |                | 7 Vezes                        |
| 2009 | "Hóstia"                                     | —               | —                                                           | —                                                  | —       |                | 7 Vezes                        |
| 2010 | "7 Vezes" (ao vivo)                          | —               | —                                                           | —                                                  | —       |                | Ao Vivo                        |
| 2013 | "Anjos (Pra Quem Tem Fé)"                    | 25              | 26                                                          | 3                                                  | —       |                | Nunca Tem Fim...               |
| 2013 | "Auto-Reverse"                               | 23              | 72                                                          | 36                                                 | —       |                | Nunca Tem Fim...               |

não existem dados concretos da parada brasileira de singles até 1999.

#### Como artista convidado
- (2001) Guerra (War) - Tribo De Jah (part. Falcão - O Rappa)

- (2001) Get Up, Stand Up/Levante a Kbça – Pavilhão 9 (part. O Rappa)

- (2012) Everything Changes - SOJA (Part. Falcão - O Rappa)

### Vendagens
- O Rappa - mais de 138.000 mil cópias vendidas
- Rappa Mundi - mais de 570.000 mil cópias vendidas
- Lado B Lado A - 521 mil cópias vendidas
- Instinto Coletivo Ao Vivo - 138 mil cópias vendidas
- O Silêncio Q Precede o Esporro - 453 mil cópias vendidas do cd e 138.000 do DVD
- Acústico MTV O Rappa - 250 mil cópias vendidas do cd e 162 mil copias do DVD
- 7 Vezes - 100.000 mil cópias vendidas do CD e mais de 10.000 do DVD
- O Rappa Ao Vivo - 20 mil cópias vendidas do DVD e Mais de 20.000 do CD

## Prêmios

### MTV Video Music Brasil
- 2000 - A Minha Alma (A paz que eu não quero), que mostrava conflitos no Rio, é, até hoje, o maior vencedor em uma única edição com seis prêmios: Escolha da Audiência, Clipe do Ano, Clipe Rock, Direção, Fotografia e Edição. E ganhou também neste mesmo ano com o clipe "Me Deixa".
- 2001 - O Que Sobrou do Céu, seguia a trilha de A Minha Alma, e venceu Clipe do Ano, Direção e Fotografia.
- 2002 - Instinto Coletivo, animação "estrelada" pelo boneco da capa do disco, venceu Direção e Direção de Arte.
- 2004 - O Salto, que contava a história de um homem prejudicado pelo governo Collor que acaba cometendo suicídio, ganhou Direção e Edição.

### Prêmio Multishow
- 2000 - "Minha Alma (A paz que eu nao quero)", ganhou Melhor Clipe.
- 2005 - Melhor Show e Melhor Grupo.
- 2006 - Melhor DVD de Música.[29] [30]